# Луїс Салліван
Луїс Генрі Салліван (англ. Louis Henry Sullivan; 3 вересня 1856 — 14 квітня 1924) — американський архітектор, першопроходець раціоналізму, батько американського модернізму. Творець одного з перших хмарочосів і концепції органічної архітектури, один з найвидатніших представників і ідеолог Чиказької школи архітектури, учитель Френка Ллойда Райта. Йому належить афоризм «форму в архітектурі визначає функція».

## Біографія
Салліван не отримав закінченої професійної освіти. Недовго він вивчав архітектуру в Массачусетському технологічному інституті (1872—1873). Його головним учителем був Вільям Роберт Уейр (William Robert Ware). Потім Салліван поїхав до Філадельфії, де працював у майстерні Фернесса (Frank Furness). Через довгу депресію робота у Фернесса закінчилася, і Салліван поїхав до Чикаго, де застав будівельний бум після великої Чиказької пожежі. Там він працював разом з Вільямом Ле Барон Дженні, а менше ніж через рік поїхав до Парижу. У Франції Салліван відвідував Школу витончених мистецтв (1874-75).
Після повернення до США Салліван став знову працювати архітектором. Трохи пізніше став працювати спільно з Данкмаром Адлером, в 1883 році вони стали рівноправними партнерами. Їх фірма носила назву Adler&Sullivan, у такому вигляді проіснувала до 1895 року. Салліван був автором декору, який він придумував по французьких прикладах, в основному по Flore Ornamentale від Віктора Рупріха (Victor Ruprich-Robert).
Салліван з Адлером чудово доповнювали один одного. Салліван виступав як архітектор орнаменту і інтер'єрів, а Адлер прекрасно планував, займався інженерними питаннями і акустикою. Після того, як колеги розійшлися, замовлень у Саллівана стало значно менше. Деяку симпатію зберіг старий клієнт Девід Майер, який в 1898 році попросив побудувати торговий будинок Schlessinger&Meyer Store, відоміший як Carson Pirie. Це було останнім великим замовленням Саллівана, що вплинуло на вигляд міста.
Відправною точкою для його архітектурних експериментів були твори Річардсона, в яких романтична фантазія органічно поєднувалася із строгою логікою функціональності. Перший великий твір — Аудиторіум в Чикаго (1886—1889). На рубежі XX століття першим розробив концепцію висотної будівлі, прагнучи «використати нові пропорції і ритміку, продиктовані комірчастою структурою конторської будівлі» (БСЭ). Виклав свої погляди у статті «Висотна конторська будівля з художньої точки зору» (1896). Починаючи з 1908 р. працював у тандемі з Джорджем Грантом Елмслі («будинки прерій» і «алмазні скриньки»). У 1918 р. оголосив про своє банкрутство, закінчив життя у злиднях.

## Галерея

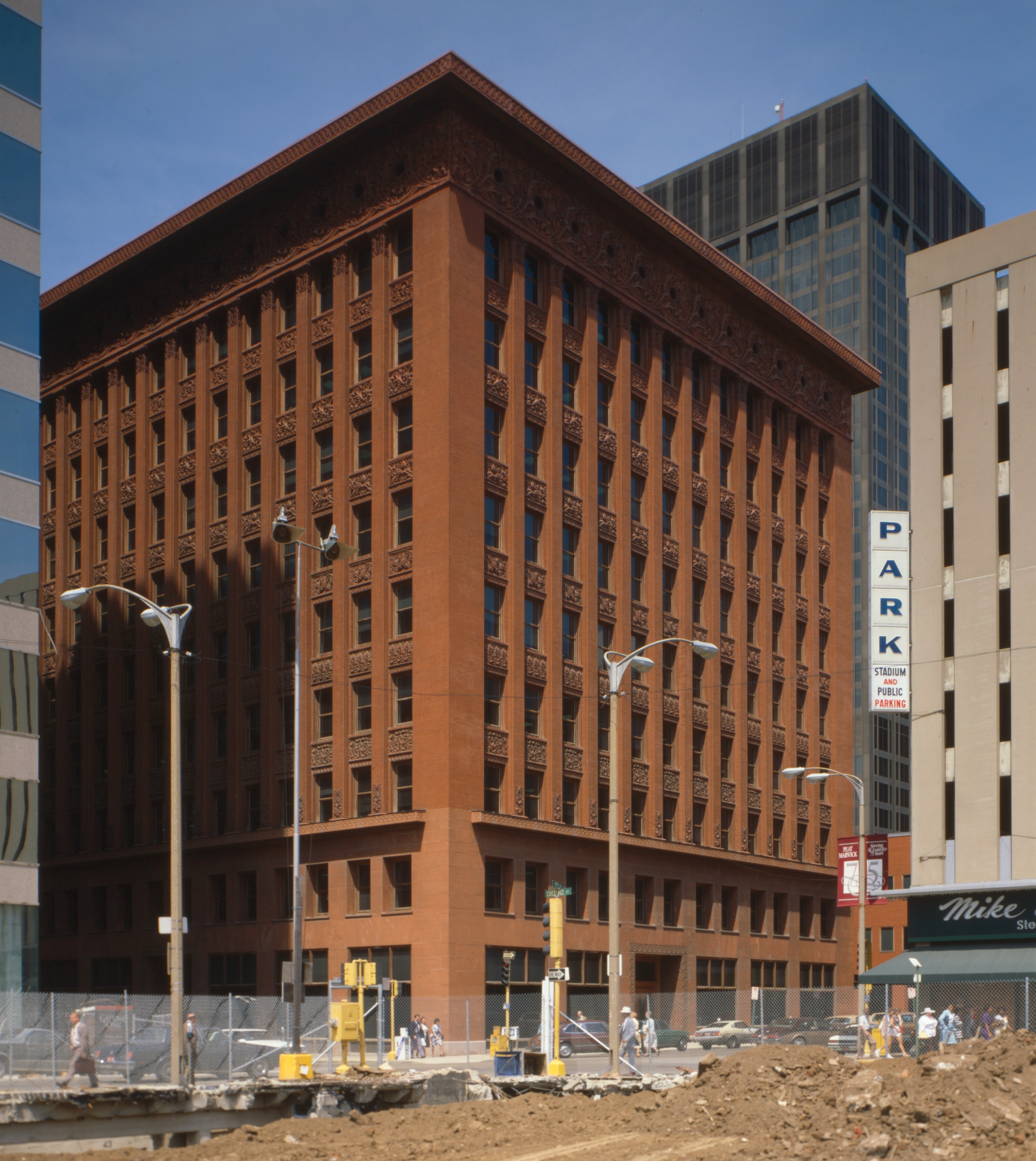
Вейнрайт-білдинг у Сент-Луїсі (1890-1891)
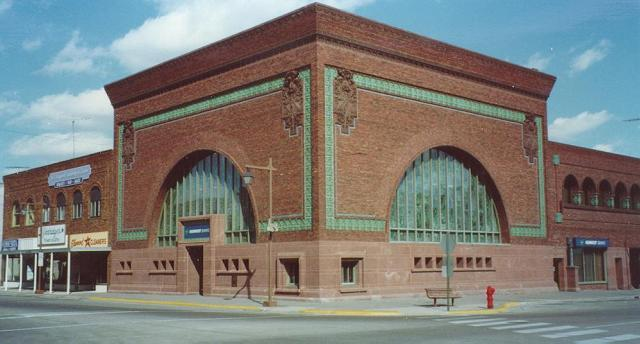
Національний фермерський банк (1908)
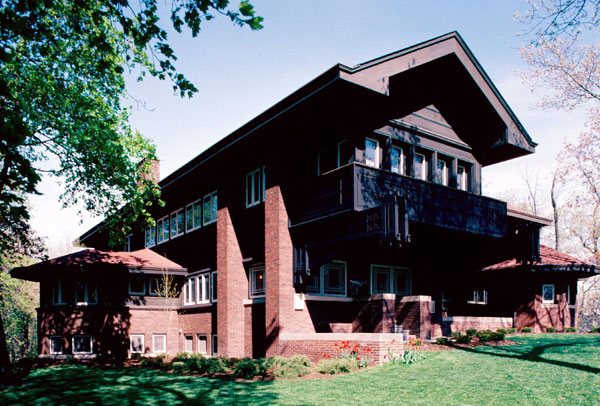
Особняк Бредлі (1910)